# Philip Kotler
Philip Kotler (* 27. května 1931, Chicago) je v současnosti považován za jednu ze špičkových a nejznámějších autorit v oboru marketingu. Philip Kotler je držitelem čestné profesury S. C. Johnson and Son v oboru mezinárodní marketing na J. L. Kellogg Graduate School of Management na Northwestern University. Magisterský titul získal na University of Chicago a titul Ph.D na MIT, oba v oboru ekonomie. Profesor Kotler napsal více než 50 knih o všech aspektech marketingu. Mezi ně patří i celosvětově nejužívanější učebnice pro vysoké školy, Marketing Management. Ta vyšla již ve 14 edicích. Kotler publikoval více než 150 článků v předních časopisech, např. Harvard Business Review, Sloan Management Review, Journal of Marketing, Management Science a v Journal of Business Strategy. Jeho práce jsou zmíněny alespoň jednou v každé kapitole jakékoliv knihy, která se věnuje největším teoretikům byznysu a managementu. Pracoval jako poradce v oblasti strategie marketingu, plánování, organizace marketingu a mezinárodní marketing pro společnosti IBM, General Electric, AT&T, Honeywell, Bank of America, Merck a další. Spolupracoval také s některými vládami jako poradce v otázkách, jak vyvíjet a využívat schopnosti a zdroje vládních firem ke konkurenci na globálním trhu. Kotler je také zakladatelem světového marketingového summitu, jehož každoroční konference se věnují hledání způsobu, jak zlepšit kvalitu lidského života. Je také spoluzakladatelem prvního světového muzea marketingu v Ubudu a prvním odborníkem na marketing, který se objevil na poštovní známce.

## Kotler a marketing
Kotler vidí marketing jako disciplínu ekonomie, i když se s ním ekonomové v tomto názoru neshodují. Rozhodl se pustit se do výuky marketingu, aby vyzvedl otázky, které ekonomy nezajímají. Především jak zákazníci činí svá rozhodnutí, jak měřit efektivitu reklamy, jak alokovat zdroje kupní síly, jak vybrat optimální distribuční toky apod. Kotler sám sebe definuje jako ekonoma trhu, v kontrastu s makroekonomy a mikroekonomy.

## Čestná ocenění a uznání
Jako jediný získal třikrát cenu Alpha Kappa Psi za nejlepší článek roku v časopise Journal of Marketing. Obdržel řadu dalších významných ocenění, včetně Ceny Paula D. Converse, udělované American Marketing Association za "význačný přínos pro teorii marketingu", a Ceny Stuarta Hendersona Britta pro Marketéra roku. Byl prvním, kdo roku 1985 obdržel dvě významná ocenění: Nejlepší pedagog roku v oboru marketing, udělovanou American Marketing Association, a Cenu Phillipa Kotlera za vynikající marketingovou práci ve zdravotnictví. Kotler obdržel 14 čestných doktorátů z celého světa.

## Díla vydaná v češtině
- Marketing management: analýza, plánování, realizace a kontrola (překl. 1992) (autor: Philip Kotler)
- Marketing podle Kotlera: jak vytvářet a ovládnout nové trhy (překl. 2000) (Kotler on marketing) (autor: Philip Kotler)
- Marketing management (překl. 2001) (autor: Philip Kotler)
- Marketing od A do Z: osmdesát pojmů, které by měl znát každý manažer (překl. 2003) (Marketing insights from A to Z: 80 concepts every manager needs to know) (autor: Philip Kotler)
- Marketing (překl. 2003) (Marketing: an introduction) (autor: Philip Kotler, Gary Armstrong)
- Inovativní marketing: jak kreativním myšlením zvítězit u zákazníků (překl. 2004) (Lateral marketing: new techniques for finding breakthrough ideas) (autor: Philip Kotler, Fernando Trias de Bes)
- 10 smrtelných marketingových hříchů: jak je rozpoznat a nespáchat (Ten deadly marketing sins – sings and solutions) (překl. 2004) (autor: Philip Kotler)
- Marketing v otázkách a odpovědích (překl.2005) (Philip Kotler’s FAQs on marketing) (autor: Philip Kotler)
- Moderní marketing: 4. evropské vydání (překl.2007) (Principles of marketing) (autor: Philip Kotler)
- Marketing v pohybu: nový přístup k zisku, růstu a obnově (překl. 2007) (Marketing Moves: A New Approach to Profits, Growth, and Renewal) (autor: Philip Kotler, Jain Dipak C., Suvit Maesincee)
- Marketing management (překl. 2007) (Marketing management) (autor: Philip Kotler, Kevin Lane Keller)
- Chaotika: řízení a marketing firmy v éře turbulencí (překl. 2009) (Chaotics: The Business of Managing and Marketing in the Age of Turbulence) (autor: Philip Kotler, John A. Caslione)
- Marketing management (překl. 2013) (Marketing management) (autor: Philip Kotler, Kevin Lane Keller)
- 8 strategií růstu: jak ovládnout trh (překl. 2013) (Market Your Way to Growth: 8 Ways to Win) (autor: Philip Kotler, Milton Kotler)